# Ahmed Cevad Paixà
Ahmed Cevad Paixà (turc: Kabaağaçlızade Ahmed Cevat Paşa)  (Damasc, 6 de novembre de 1850 - Istanbul, 9 d'agost de 1900) va ser un oficial de carrera i estadista otomà nadiu de Síria. Va servir com a Gran Visir de l'Imperi Otomà des del 4 de setembre de 1891 fins al 8 de juny de 1895.
Després d'estudis militars fins al 1871 va participar en la guerra russo-turca com a adjunt del comandant en cap Süleyman Paixà. Fou després ambaixador a Montenegro, comandant militar de Creta (1889) i vicegovernador de l'illa (1890).
Pels serveis a l'illa fou nomenat gran visir el 4 de setembre de 1891. Va proposar diverses reformes fins que va perdre la confiança del sultà i fou destituït el 9 de juny de 1895. Dos anys després fou nomenat comandant militar a Creta i després comandant del cinquè exèrcit a Síria.
Va morir a Istanbul l'11 d'agost de 1900. Durant el temps que va ser historiador oficial (1855-1866) va escriure diverses obres, entre d'altres una història dels geníssers.